# 2 Księga Machabejska
Druga Księga Machabejska – księga historyczna wchodząca w skład katolickiego i prawosławnego kanonu Starego Testamentu jako księga deuterokanoniczna. Przez wyznawców judaizmu i Kościoły protestanckie zaliczana do ksiąg apokryficznych. Nie jest dalszym opowiadaniem Pierwszej Księgi Machabejskiej, lecz opisuje wypadki jej pierwszych siedmiu rozdziałów.

## Autorstwo, język i przekaz
Bibliści przyjmują, że Druga Księga Machabejska została napisana po grecku przez pisarza żydowskiego, który znacznie lepiej niż autor Pierwszej Księgi Machabejskiej znał instytucje i osobistości świata hellenistycznego swojej epoki. Jak podaje sam autor księgi, poza zamieszczonymi listami do Żydów w Egipcie, literackim materiałem użytym podczas redagowania było dzieło Jazona z Cyreny. Hieronim ze Strydonu uważał tę księgę za grecki oryginał. Dla Dalmaty o greckim rodowodzie księgi świadczyć miał przede wszystkim jej styl.
Tekst 2 Mch zachował się w Kodeksie Aleksandryjskim i Kodeksie weneckim oraz w różnych minuskułach. Niestety, cześć księgi z Kodeksu Synajskiego zaginęła. Józef Flawiusz w swych Dawnych dziejach Izraela odnosi się raczej do treści 1 Księgi Machabejskiej, ignorując zupełnie księgę drugą. Autorem zawartego w Wulgacie łacińskiego tłumaczenia tekstu 2 Księgi Machabejskiej nie jest św. Hieronim, gdyż dla niego Księgi Machabejskie nie były księgami kanonicznymi.
Żydowscy bibliści raczej datują redakcję księgi na 1 poł. I wieku p.n.e., zaś szkoła katolicka na ostatnie lata II wieku p.n.e. Dzieło zredagowano w koine w środowisku żydowskim w Aleksandrii w Egipcie, zapewne po 124 p.n.e.
Autor ma na celu pobudzenie swojej aleksandryjskiej wspólnoty żyjącej w diasporze do miłości do Świątyni Jerozolimskiej i braci żyjących w Ziemi Świętej (termin użyty w księdze). Świątynia jest dla niego centrum życia religijnego Narodu Wybranego, przez co stanowi przedmiot nienawiści dla pogan. Dzieło, chociaż jest zaliczane do ksiąg historycznych Starego Testamentu, posiada przede wszystkim wymowę parenetyczną.

## Forma literacka
Narracja prowadzona jest prozą. Na samym początku autor-redaktor zamieścił dwa listy żydowskie. Przed opisem śmierci Antiocha Epifanesa przytoczony został list króla do Żydów, zapewne pierwotnie skierowany do obywateli Antiochii, następnie przez Jazona z Cyreny uczyniony glosą dla potrzeb swojego dzieła (por. przypis Mch 9,19). Oprócz tego przytoczone zostały jeszcze cztery mniejsze listy: Lizjasza, dwa Antiocha V Eupatora oraz legatów rzymskich (por. 11,16-38).
Literaturoznawcy zwracają uwagę na patetyczny styl tekstu Drugiej Księgi Machabejskiej – charakterystyczny dla literatury hellenistycznej, ubogacony cudownościami i idealizmami. Tekst zawiera oratorskie antytezy i dyskursy retorskie, zachowujące reguły ustanowione przez Izokratesa. W okresie, gdy powstawały Księgi Machabejskie za wypowiadanie imienia Bożego groziła kara śmierci, autor zastępował Tetragram słowem „Niebo”.

## Treść
Druga Księga Machabejska przedstawia dzieje walk Izraelitów prowadzonych przeciwko Seleucydom. Żydzi wystąpili zbrojnie, by odzyskać wolność religijną i polityczną. Narracja 2 Mch częściowo jest równoległa z narracją 1 Mch. Opisano okres od wydarzeń z końca panowania Seleukosa IV Filopatora aż do upadku Nikanora w 160 roku p.n.e.. Obejmuje on 15 lat, które w 1 Mch opisane zostały zaledwie w pierwszych siedmiu rozdziałach. W 2 Mch zastosowany został żydowski sposób liczenia czasu, analogiczny do babilońskiego, wyjątkiem są listy cytowane w rozdz. 11, datowane według sposobu macedońskiego.
Można wyróżnić cztery zasadnicze części księgi:
- Pierwsza – listy do Żydów w Egipcie – rozdz. 1-2
- Druga – historia Heliodora – rozdz. 3
- Trzecia – hellenizacja za Antiocha Epifanesa – 4,1-10,8 (kończy się ustanowieniem święta Chanuka)
- Czwarta – walki Judy Machabeusza – 10,9-15,39 (kończy się śmiercią Nikanora i epilogiem redaktora)

### Doktryna judaistyczna
Świątynia Jerozolimska stanowi niejako oś przesłania księgi. W księdze jest mowa o ustanowieniu dwóch świąt hebrajskich związanych ze świątynią:
- święta Oczyszczenia Świątyni – Chanuka (2 Mch 10, 1-8)[8];
- święta Nikanora (2 Mch 15, 25-36), które obchodzone było trzynastego dnia miesiąca Adar, a więc jeden dzień przed świętem Purim (por. Est 9, 20-22)

### Teologia katolicka
Według katolickich egzegetów Druga Księga Machabejska jako pierwsza i jedyna w całym Starym Testamencie ukazuje naukę o czyśćcu i jako pierwsza ukazuje naukę o zmartwychwstaniu (por. 2 Mch 12, 44-45; 2 Mch 6, 18-31; 2 Mch 7, 1-42) oraz modlitwę żywych za umarłych i odwrotnie. W Septuagincie trzykrotnie użyto słowa taũta („je otrzymałem”, „je oddaję”, „je otrzymam”), które jest odnoszone do ciała męczennika, a tym samym wprowadza w Biblii ideę zmartwychwstania w ciele.

## Nazwa
Podobnie jak w przypadku Pierwszej Księgi Machabejskiej, tytuł Drugiej jest odniesieniem do przydomka pierwszego przywódcy powstania przeciwko Seleucydom, tzn. Judy Machabeusza. Nazwa Machabeusz w języku hebrajskim oznacza tyle co „młot”. Działania zbrojne Judy Machabeusza były mocne jak uderzenie młota. Przydomek przeszedł również na pozostałych braci.

## Chronologia wydarzeń przedstawionych w dziele

### Wydarzenia za Seleukosa IV Filopatora
| Wydarzenie/fakt                                   | 2 Mch | 1 Mch | Propozycja datacji |
| ------------------------------------------------- | ----- | ----- | ------------------ |
| Heliodor w Jerozolimie za Seleukosa IV Filopatora | 3     | –     | 187-175            |

### Hellenizacja za Antiocha Epifanesa

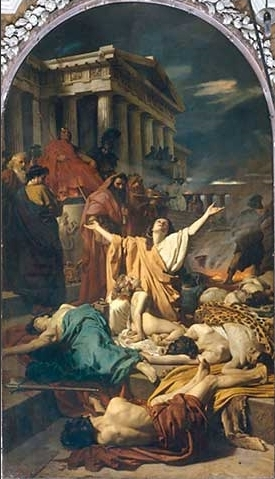
Męczeństwo siedmiu Machabejczyków, Antonio Ciseri, 1863

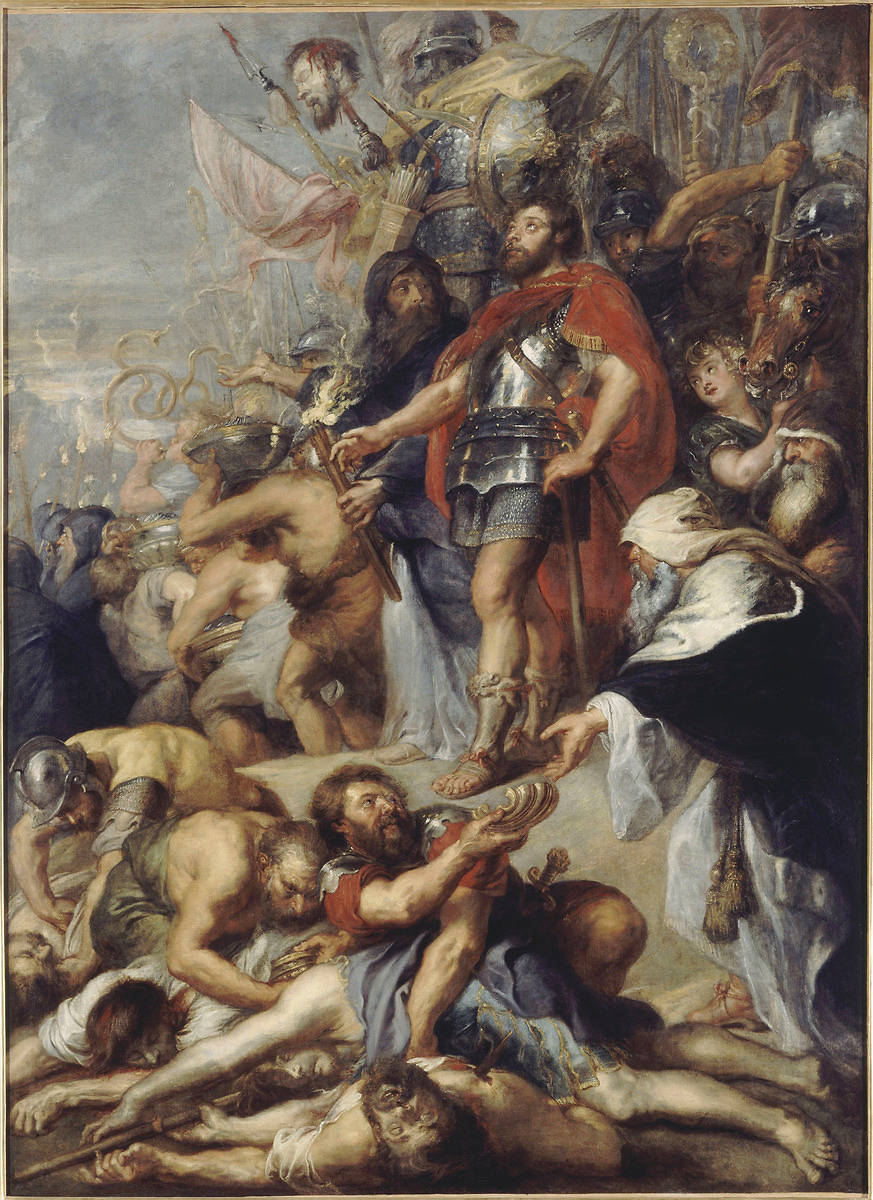
Tryumf Judy Machabeusza, Peter Paul Rubens, 1636

| Wydarzenie/fakt                                                        | 2 Mch   | 1 Mch                     | Propozycja datacji |
| ---------------------------------------------------------------------- | ------- | ------------------------- | ------------------ |
| działania arcykapłanów Jazona i Menelaosa                              | 4       | 1,10-15; 8,17; 3,38       | 175-172            |
| (2.) wyprawa Antiocha IV do Egiptu, splądrowanie świątyni w Jerozolime | 5,1-23  | 1,16-19; 1,20-24          | 168                |
| mizarcha Apoloniusz w Judei                                            | 5,24-26 | 1,29-37                   |                    |
| Juda Machabeusz na pustyni                                             | 5,27    | 1,53+2,28                 |                    |
| nasilenie hellenizacji za Antiocha IV                                  | 6,1-17  | 1,45-51; 1,60-61; 2,29-38 |                    |
| męczeństwo Eleazara                                                    | 6,18-31 | –                         | 167-164            |
| męczeństwo siedmiu braci                                               | 7       | –                         | 167-164            |
| wybuch powstania                                                       | 8,1-7   | 3,3-9                     |                    |
| wyprawa Nikanora i Gorgiasza                                           | 8,8-11  | 3,28-4,25                 |                    |
| zwycięstwo nad Nikanorem                                               | 8,12-29 | 3,48nn                    |                    |
| zwycięstwo nad Tymoteuszem i Bakchidesem                               | 8,30-33 | –                         |                    |
| powrót Nikanora do Antiochii                                           | 8,34-36 | –                         |                    |
| śmierć Antiocha Epifanesa                                              | 9       | 6,1-16                    | 164                |
| oczyszczenie świątyni przez Judę Machabeusza                           | 10,1-8  | 4,36-61                   | 15 grudnia 164     |

### Hellenizacja za Antiocha V Eupatora
| Wydarzenie/fakt                        | 2 Mch    | 1 Mch         | Propozycja datacji |
| -------------------------------------- | -------- | ------------- | ------------------ |
| panowanie Antiocha V Eupatora          | 10,9-13  | 6,17          | 164                |
| potyczki Gorgiasza z Żydami            | 10,14    | –             |                    |
| wojska Judy w Idumei                   | 10,15-23 | 5,1-8         |                    |
| zdobycie Gezeru                        | 10,24-38 | 13,43-48      |                    |
| pierwsza wyprawa Lizjasza              | 11,1-12  | 4,26-35       |                    |
| listy traktatowe                       | 11,13-38 | 6,57-61       | 164                |
| walki w Jafie i Jamne                  | 12,1-9   | –             | 164                |
| walki w Gileadzie                      | 12,10-37 | 5,24-54       |                    |
| ofiara za zmarłych                     | 12,38-45 | –             |                    |
| wyprawa Antiocha V Eupatora i Lizjasza | 13,1-8   | 6,30          | jesień 163         |
| zwycięstwo w Modin                     | 13,9-17  | 4,36; 6,43nn  |                    |
| negocjacje króla z Żydami              | 13,18-26 | 6,48-63       |                    |
| Demetriusz w Trypolisie                | 14,1-2   | –             | wiosna 161         |
| wystąpienie arcykapłana Alkimosa       | 14,3-10  | 10,30nn       |                    |
| Nikanor wodzem w Judei                 | 14,11-14 | 7,27-28.31    |                    |
| zdrada Nikanora                        | 14,26-36 | 7,29-30.33-38 |                    |
| obława na Razisa                       | 14,37-46 | –             |                    |
| bluźnierstwa Nikanora                  | 15,1-5   | –             |                    |
| mowa i sen Judy Machabeusza            | 15,6-16  | –             |                    |
| przygotowania do bitwy                 | 15,17-24 | 7,40-42       |                    |
| klęska i śmierć Nikanora               | 15,25-36 | 7,43-50       | marzec 160         |